# Fontclaireau
Fontclaireau (prononcer [fɔ̃klεʀo]) est une ancienne commune du Sud-Ouest de la France, située dans le département de la Charente (région Nouvelle-Aquitaine).
Le 1er janvier 2023, elle devient commune déléguée de Mansle-les-Fontaines.
Ses habitants sont les Clarifontains et les Clarifontaines.

## Géographie

### Localisation et accès

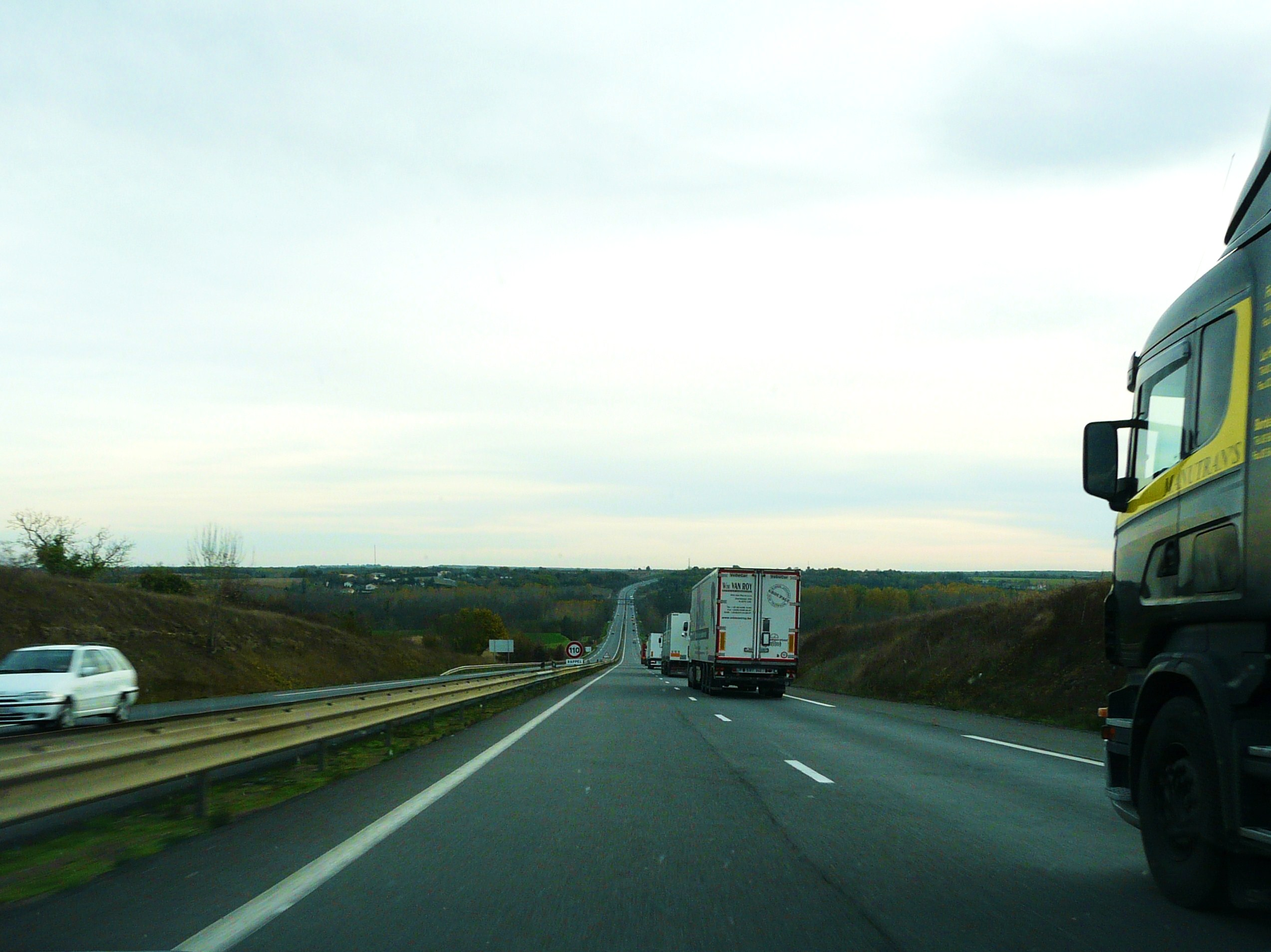
La N 10 à Fontclaireau.

Fontclaireau est une commune du Nord-Charente située à 3 km au nord-est de Mansle et 28 km au nord d'Angoulême.
Le bourg est aussi à 15 km au sud de Ruffec.
La principale voie de communication de la commune est la route nationale 10 de Paris à Bordeaux, qui parcourt toute la commune du sud au nord.
Le bourg est desservi par la D 56, route de Mansle à Bayers, qui rattrape l'entrée nord de la déviation de Mansle de la N.10.
La gare la plus proche est celle de Luxé à 7 km, desservie par des TER à destination d'Angoulême, Poitiers et Bordeaux.

### Hameaux et lieux-dits
Le centre de population le plus important de la commune est le hameau de Monpaple, situé dans le sud de la commune, près de la Charente.
Parmi les autres hameaux, nous pouvons citer la Côte ; les Coirards ; la Gagnaderie, village situé sur l'ancien passage de la RN 10, à la sortie du pont de Mansle et qui est en réalité un faubourg de cette ville ; la Sangle, dans le nord de la commune, etc..

### Communes limitrophes
| Fontenille                    |              | Lichères |
|                               | Fontclaireau | Mouton   |
| Mansle (Mansle-les-Fontaines) | Puyréaux     |          |

### Géologie et relief
Limitée au sud et au sud-est par la Charente, qui la sépare des communes de Puyréaux et de Mouton, la commune de Fontclaireau occupe un plateau élevé qui domine la vallée du fleuve.
Le sol de la commune est constitué de calcaire datant du Jurassique supérieur (Oxfordien). La vallée de la Charente est occupée par des alluvions du quaternaire,,.
Le relief de la commune est celui d'un bas plateau surplombant la vallée de la Charente qui limite la commune au sud et à l'est. Un méandre du fleuve forme une rive concave avec un à-pic de 45 m au lieu-dit la Côte, escarpement qui va en diminuant au sud de la commune.
Le point culminant est à une altitude de 124 m, situé au sud-ouest du bourg (borne IGN). Le point le plus bas est à 56 m, situé le long de la Charente en limite sud-ouest, en face de Mansle. Le bourg est à 106 m d'altitude.

### Hydrographie

#### Réseau hydrographique

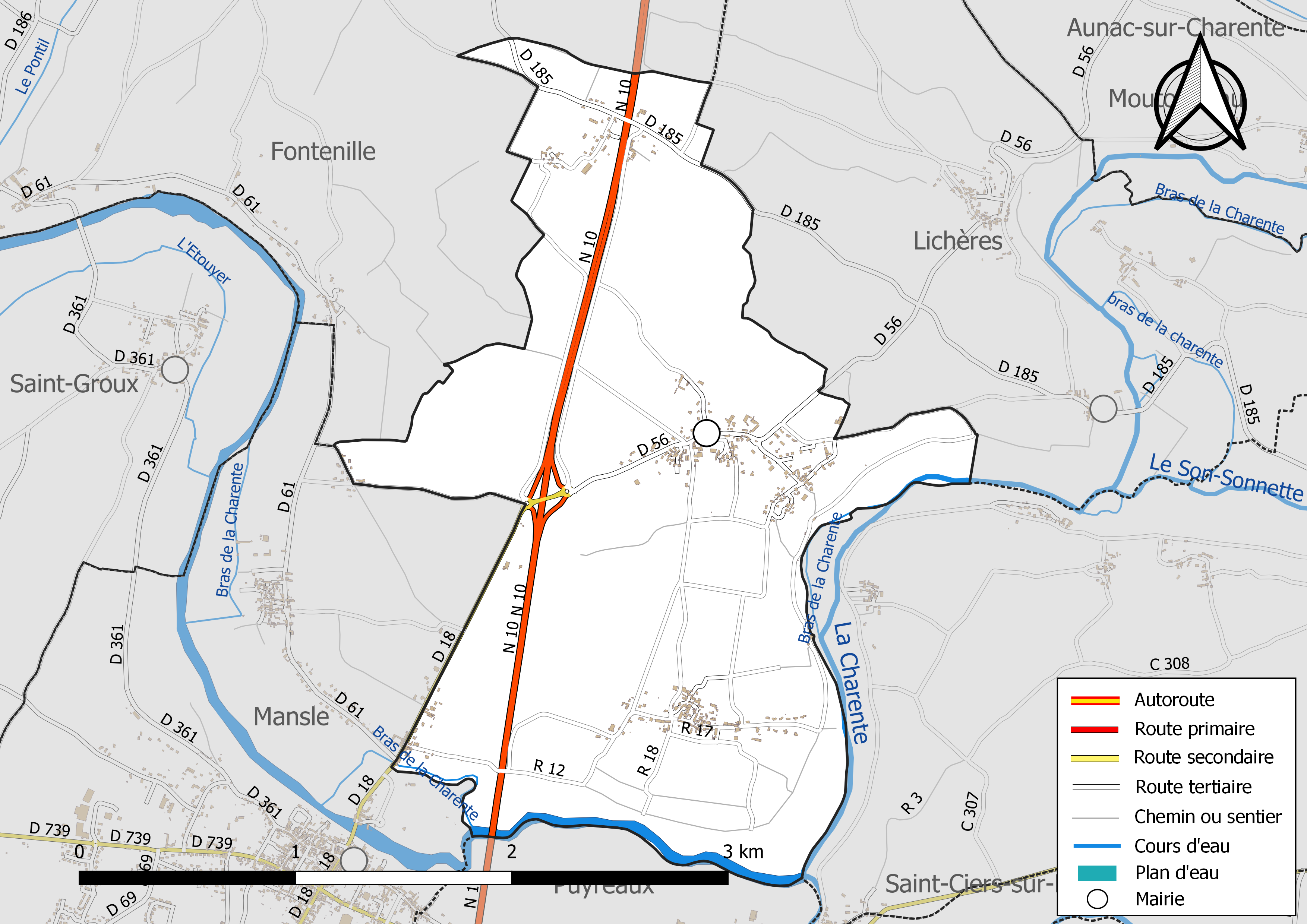
Réseaux hydrographique et routier de Fontclaireau.

La commune est située dans le bassin versant de la Charente au sein  du Bassin Adour-Garonne. Elle est drainée par la Charente, qui constituent un réseau hydrographique de 3 km de longueur totale,.
Fontclaireau est sur la rive droite de la Charente, en aval de Ruffec et en amont d'Angoulême, fleuve qui borde la commune à l'est et au sud. D'une longueur totale de 381,4 km, ce fleuve prend sa source en Haute-Vienne, dans la commune de Chéronnac, et se jette  dans le Golfe de Gascogne, après avoir traversé 117 communes.
La fontaine des Rateaux est située en bord de vallée, au sud-ouest de Monpaple. La fontaine Bonneau est au nord-ouest du bourg.

#### Gestion des eaux
Le territoire communal est couvert par le schéma d'aménagement et de gestion des eaux (SAGE) « Charente ». Ce document de planification, dont le territoire correspond au bassin de la Charente, d'une superficie de 9 300 km2, a été approuvé le 19 novembre 2019. La structure porteuse de l'élaboration et de la mise en œuvre est l'établissement public territorial de bassin Charente. Il définit sur son territoire les objectifs généraux d’utilisation, de mise en valeur et de protection quantitative et qualitative des ressources en eau superficielle et souterraine, en respect des objectifs de qualité définis dans le troisième SDAGE  du Bassin Adour-Garonne qui couvre la période 2022-2027, approuvé le 10 mars 2022.

### Climat
Comme dans les trois quarts sud et ouest du département, le climat est océanique aquitain.

## Urbanisme

### Typologie
Fontclaireau est une commune rurale,. Elle fait en effet partie des communes peu ou très peu denses, au sens de la grille communale de densité de l'Insee,.
La commune est en outre hors attraction des villes,.

### Occupation des sols
L'occupation des sols de la commune, telle qu'elle ressort de la base de données européenne d’occupation biophysique des sols Corine Land Cover (CLC), est marquée par l'importance des territoires agricoles (91,5 % en 2018), une proportion sensiblement équivalente à celle de 1990 (91,2 %). La répartition détaillée en 2018 est la suivante : 
terres arables (73,5 %), prairies (9,1 %), zones agricoles hétérogènes (8,9 %), zones urbanisées (6,7 %), forêts (1,8 %). L'évolution de l’occupation des sols de la commune et de ses infrastructures peut être observée sur les différentes représentations cartographiques du territoire : la carte de Cassini (XVIIIe siècle), la carte d'état-major (1820-1866) et les cartes ou photos aériennes de l'IGN pour la période actuelle (1950 à aujourd'hui).

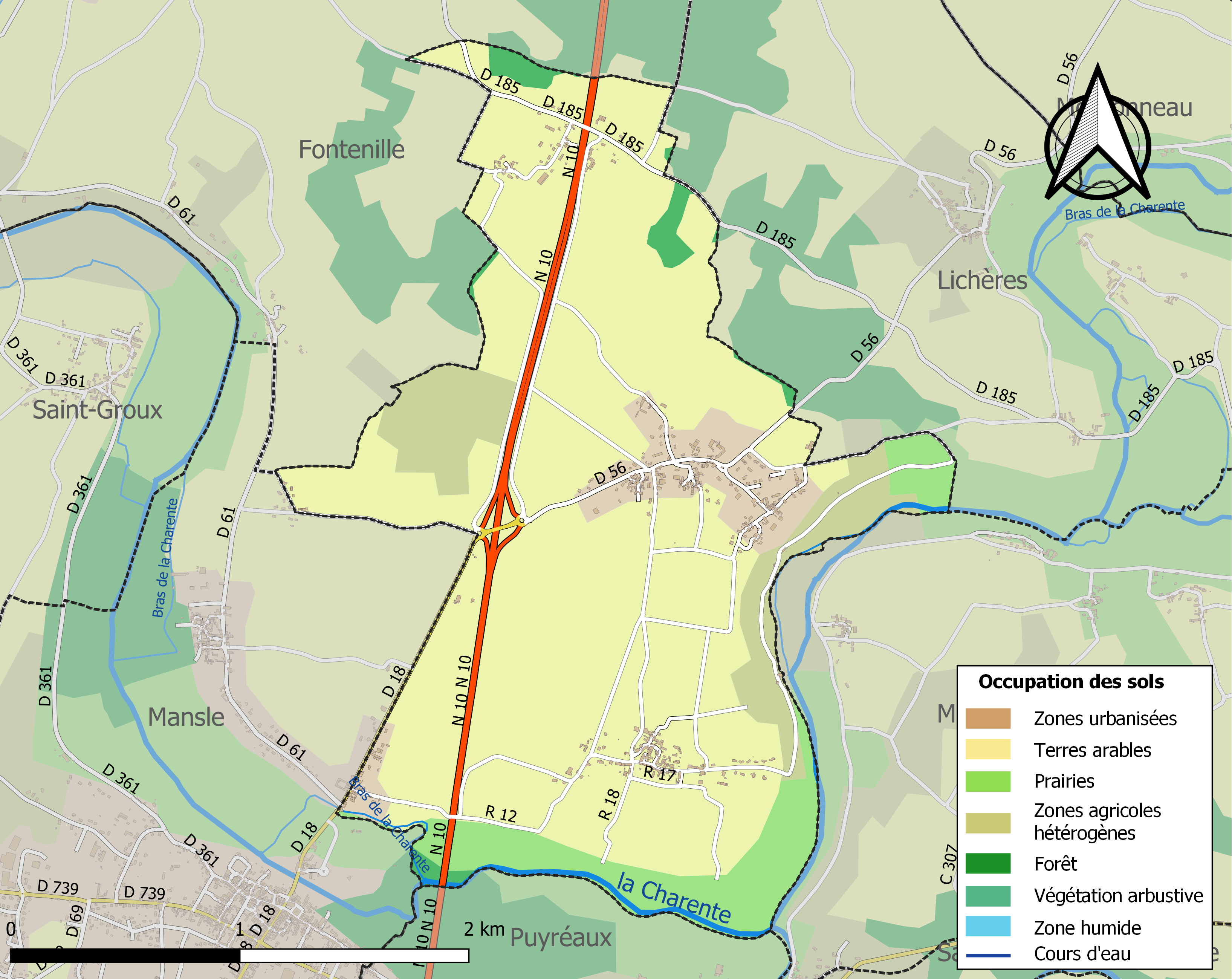
Carte des infrastructures et de l'occupation des sols de la commune en 2018 (CLC).

### Risques majeurs
Le territoire de la commune de Fontclaireau est vulnérable à différents aléas naturels : météorologiques (tempête, orage, neige, grand froid, canicule ou sécheresse), inondations et séisme (sismicité modérée). Il est également exposé à deux risques technologiques, le transport de matières dangereuses et la rupture d'un barrage. Un site publié par le BRGM permet d'évaluer simplement et rapidement les risques d'un bien localisé soit par son adresse soit par le numéro de sa parcelle.

#### Risques naturels
Certaines parties du territoire communal sont susceptibles d’être affectées par le risque d’inondation par débordement de cours d'eau, notamment la Charente. La commune a été reconnue en état de catastrophe naturelle au titre des dommages causés par les inondations et coulées de boue survenues en 1982, 1983, 1993 et 1999,.

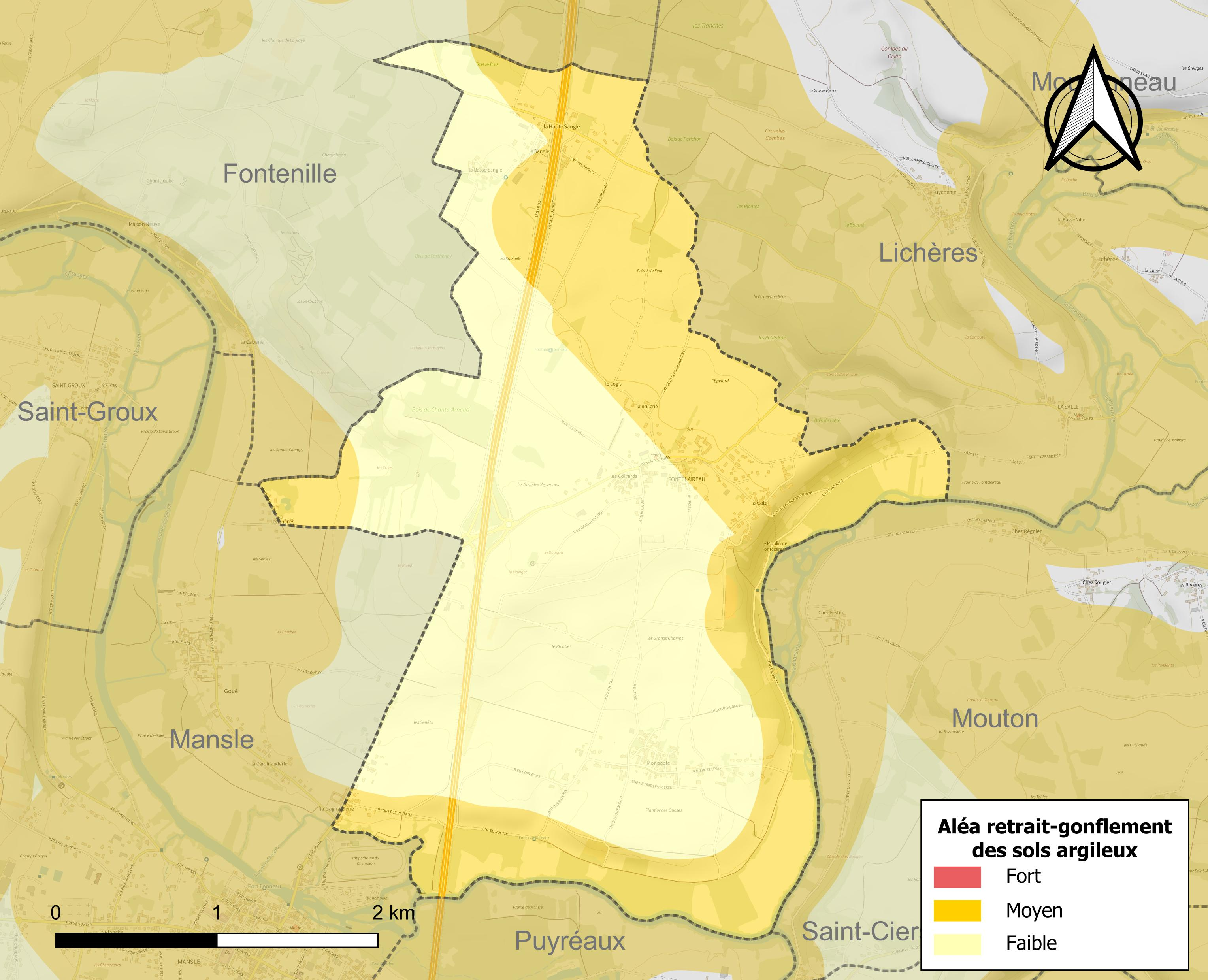
Carte des zones d'aléa retrait-gonflement des sols argileux de Fontclaireau.

Le retrait-gonflement des sols argileux est susceptible d'engendrer des dommages importants aux bâtiments en cas d’alternance de périodes de sécheresse et de pluie. 44,7 % de la superficie communale est en aléa moyen ou fort (67,4 % au niveau départemental et 48,5 % au niveau national). Sur les 221 bâtiments dénombrés sur la commune en 2019, 97 sont en aléa moyen ou fort, soit 44 %, à comparer aux 81 % au niveau départemental et 54 % au niveau national. Une cartographie de l'exposition du territoire national au retrait gonflement des sols argileux est disponible sur le site du BRGM,.
Par ailleurs, afin de mieux appréhender le risque d’affaissement de terrain, l'inventaire national des cavités souterraines permet de localiser celles situées sur la commune.
Concernant les mouvements de terrains, la commune a été reconnue en état de catastrophe naturelle au titre des dommages causés par la sécheresse en 2003 et 2005 et par des mouvements de terrain en 1999.

#### Risques technologiques
Le risque de transport de matières dangereuses sur la commune est lié à sa traversée par une ou des infrastructures routières ou ferroviaires importantes ou la présence d'une canalisation de transport d'hydrocarbures. Un accident se produisant sur de telles infrastructures est susceptible d’avoir des effets graves sur les biens, les personnes ou l'environnement, selon la nature du matériau transporté. Des dispositions d’urbanisme peuvent être préconisées en conséquence.
La commune est en outre située en aval du barrage de Mas Chaban, un ouvrage de classe A. À ce titre elle est susceptible d’être touchée par l’onde de submersion consécutive à la rupture de cet ouvrage.

## Toponymie
Les formes anciennes sont Terra... Fontis Claras en 1059-1081, Fontis Clari en 1110, Fontclaras en 1305, Fonclaras en 1405, Fontibus claris au XIVe siècle.
L'origine du nom de Fontclaireau remonte au bas latin fontem clarellum signifiant « claire fontaine » ou « fontaine de la clairière » selon les interprétations,,.

## Histoire
L'ancienne voie romaine de Périgueux à Poitiers par Mornac, Montignac, Mansle, Ruffec et Rom traversait l'ouest de la commune.
Près de Monpaple, au Port Seguin, les vestiges d'une ancienne villa romaine ont été signalés vers 1958.
En 1070, la terre de Fontclaireau avait été donnée par Guillaume de Montbron, évêque de Périgueux et ses deux frères au chapitre de Saint-Pierre d'Angoulême. Plus tard, cette terre passa entre les mains de la famille Prévéraud, qui la possédait au XVIe siècle.
Les plus anciens registres paroissiaux remontent à 1617.
Au XVIIIe siècle, c'était un fief dépendant de la baronnie de Verteuil, et appartenant à Joseph Coyteux, qui mourut jeune, laissant trois filles. L'aînée, Anne Coyteux, épousa en 1744, Pierre Prévost du Las, juge à Verteuil.
Au tout début du XXe siècle, le moulin de Beaudant (écrit Baudan jadis) avait été transformé en usine hydro-électrique pour fournir l'éclairage des rues de Mansle.
À la suite de l'arrêté préfectoral du 15 décembre 2022 portant création de la commune nouvelle de Mansle-les-Fontaines, Fontclaireau devient une commune déléguée au 1er janvier 2023.

## Administration
| Période                                  | Période  | Identité          | Étiquette                      | Qualité            |
| ---------------------------------------- | -------- | ----------------- | ------------------------------ | ------------------ |
| 1959                                     | 1987     | Pierre Mourier    | Mouvement réformateur puis UDF | Conseiller général |
| depuis 1995                              | En cours | Philippe Boireaud | DVG                            | Employé            |
| Les données manquantes sont à compléter. |          |                   |                                |                    |

## Démographie

### Évolution démographique
L'évolution du nombre d'habitants est connue à travers les recensements de la population effectués dans la commune depuis 1793. Pour les communes de moins de 10 000 habitants, une enquête de recensement portant sur toute la population est réalisée tous les cinq ans, les populations de référence des années intermédiaires étant quant à elles estimées par interpolation ou extrapolation. Pour la commune, le premier recensement exhaustif entrant dans le cadre du nouveau dispositif a été réalisé en 2006.

En 2020, la commune comptait 436 habitants, en évolution de +4,81 % par rapport à 2014 (Charente : −0,48 %, France hors Mayotte : +2,11 %).
| 1793 | 1800 | 1806 | 1821 | 1831 | 1841 | 1846 | 1851 | 1856 |
| ---- | ---- | ---- | ---- | ---- | ---- | ---- | ---- | ---- |
| 527  | 525  | 579  | 590  | 590  | 589  | 606  | 626  | 617  |

| 1861 | 1866 | 1872 | 1876 | 1881 | 1886 | 1891 | 1896 | 1901 |
| ---- | ---- | ---- | ---- | ---- | ---- | ---- | ---- | ---- |
| 560  | 555  | 526  | 552  | 535  | 477  | 411  | 366  | 360  |

| 1906 | 1911 | 1921 | 1926 | 1931 | 1936 | 1946 | 1954 | 1962 |
| ---- | ---- | ---- | ---- | ---- | ---- | ---- | ---- | ---- |
| 315  | 318  | 312  | 275  | 275  | 285  | 285  | 295  | 333  |

| 1968 | 1975 | 1982 | 1990 | 1999 | 2006 | 2011 | 2016 | 2020 |
| ---- | ---- | ---- | ---- | ---- | ---- | ---- | ---- | ---- |
| 354  | 324  | 292  | 300  | 360  | 358  | 410  | 435  | 436  |

### Pyramide des âges
La population de la commune est relativement jeune.
En 2018, le taux de personnes d'un âge inférieur à 30 ans s'élève à 33,7 %, soit au-dessus de la moyenne départementale (30,2 %). À l'inverse, le taux de personnes d'âge supérieur à 60 ans est de 25,4 % la même année, alors qu'il est de 32,3 % au niveau départemental.
En 2018, la commune comptait 219 hommes pour 218 femmes, soit un taux de 50,11 % d'hommes, légèrement supérieur au taux départemental (48,41 %).
Les pyramides des âges de la commune et du département s'établissent comme suit.
| Hommes | Classe d’âge | Femmes |
| ------ | ------------ | ------ |
| 0,9    | 90 ou +      | 0,5    |
| 7,4    | 75-89 ans    | 9,3    |
| 16,2   | 60-74 ans    | 16,3   |
| 22,1   | 45-59 ans    | 20,8   |
| 18,3   | 30-44 ans    | 20,6   |
| 16,4   | 15-29 ans    | 11,5   |
| 18,6   | 0-14 ans     | 21,0   |

| Hommes | Classe d’âge | Femmes |
| ------ | ------------ | ------ |
| 1      | 90 ou +      | 2,7    |
| 9,2    | 75-89 ans    | 12     |
| 20,6   | 60-74 ans    | 21,3   |
| 20,7   | 45-59 ans    | 20,3   |
| 16,8   | 30-44 ans    | 16     |
| 15,6   | 15-29 ans    | 13,4   |
| 16,1   | 0-14 ans     | 14,3   |

## Économie

### Agriculture
La viticulture occupe une petite partie de l'activité agricole. La commune est située dans les Bons Bois, dans la zone d'appellation d'origine contrôlée du cognac.

## Équipements, services et vie locale

### Enseignement
Fontclaireau possède une école élémentaire comprenant deux classes. Le secteur du collège est Mansle.

## Lieux et monuments
- Église Saint-Pierre : lorsque Guillaume de Montbron donna, en 1070, la terre de Fontclaireau au chapitre cathédral, c'était à charge d'y construire une église, qui fut édifiée peu après. Presque complètement détruite par les protestants, sa réédification dura de 1603 à 1651. De nos jours elle comprend une nef plafonnée sans pilastre, ni contrefort, ainsi qu'une travée, jadis sous berceau. Une chapelle a été ajoutée, au sud, à l'extrémité de la nef. Les murs latéraux sont nus, la façade, sans décoration, et percée d'une porte à un rouleau avec, au-dessus, une baie allongée ; le pignon se termine par un clocher-arcade à une ouverture[42]. Elle possède un tableau de saint Vincent de Paul du début du XIXe siècle inscrit monument historique au titre objet depuis 1994[43].

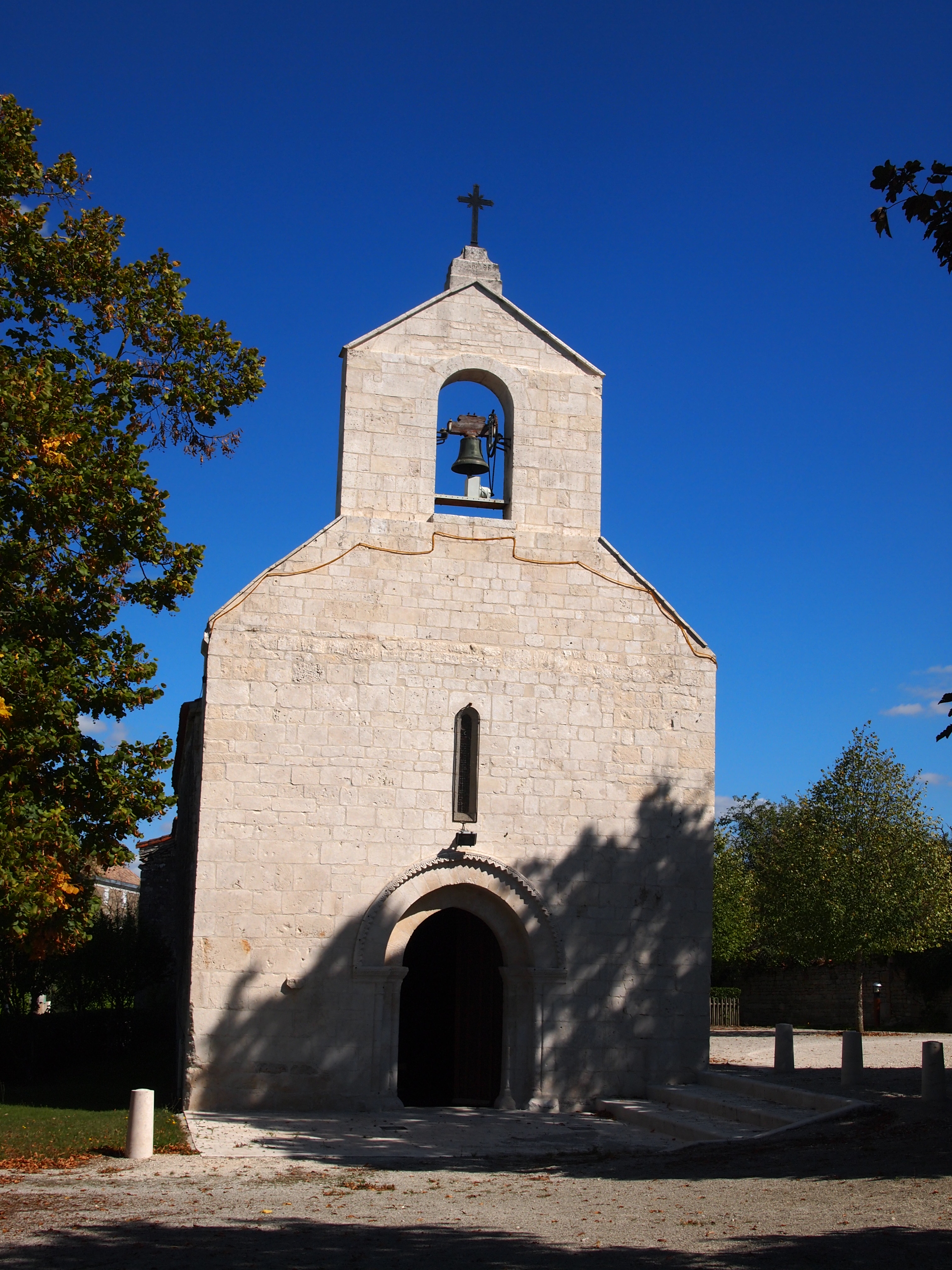
L'église.
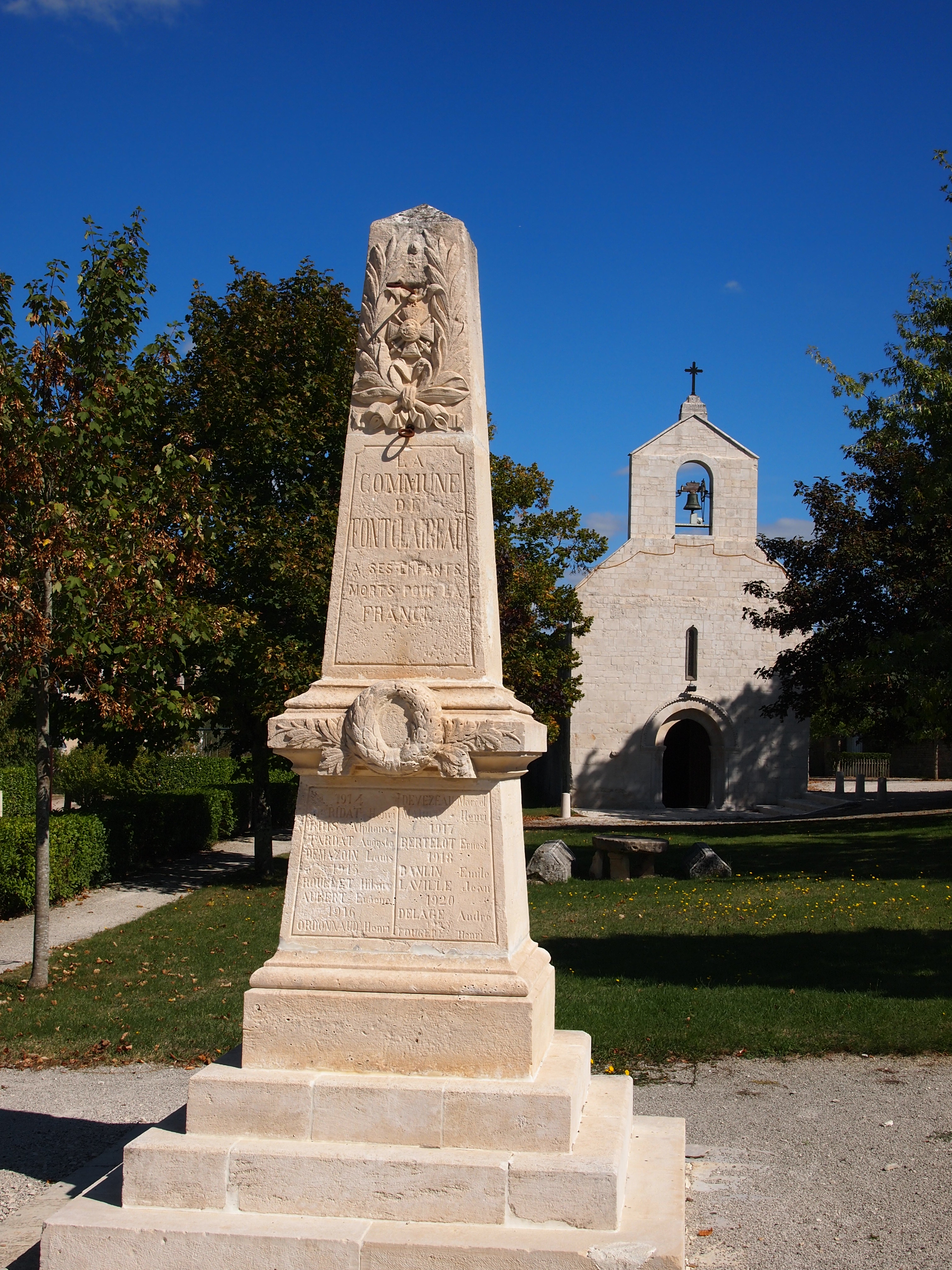
Le monument aux morts.
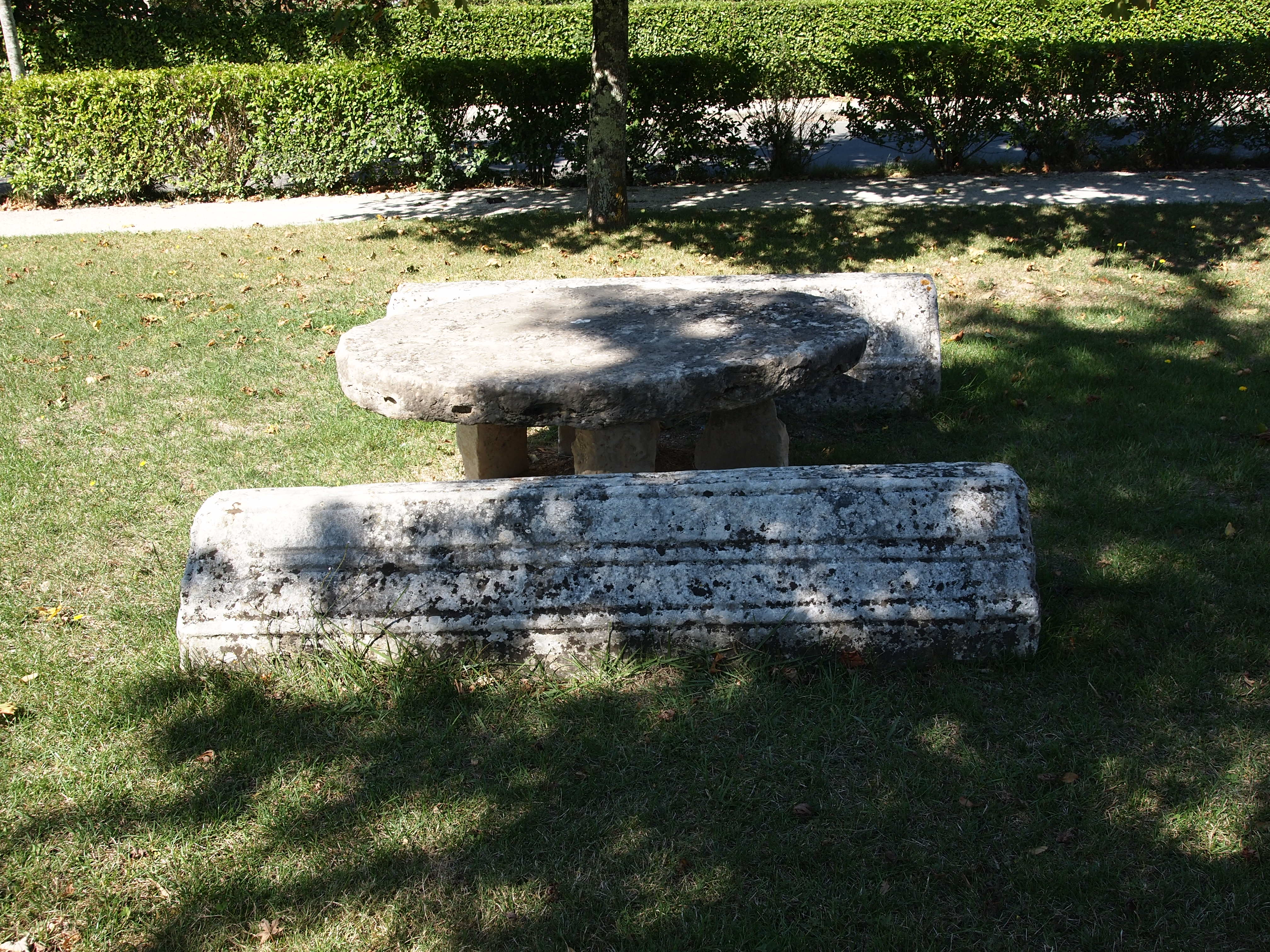
Sarcophages en pierre.

## Personnalités liées à la commune
- Étienne Corriveau, fils de François, fut le premier de ce nom à venir s’établir en Nouvelle-France. Il partit de Fontclaireau et s’établit en 1668 à Sainte-Famille, Île d’Orléans au Québec, et traversa à Saint-Vallier en octobre 1678, ou plus exactement dans la paroisse de la Durantaye, paroisse érigée par monseigneur de Laval le 30 octobre 1678[44].